# Gose, Nara
Gose (japanska: 御所市?, Gose-shi) är en stad i Nara prefektur i Japan. Staden fick stadsrättigheter 1958.